# Martin Eisentraut
Martin Bruno Eisentraut (* 21. Oktober 1902 in Großtöpfer, Geismar, Thüringen; † 5. Juli 1994 in Bonn) war ein deutscher Zoologe. Seine Forschungsschwerpunkte waren die Mammalogie und die Herpetologie.

## Leben
Von Kindheit an von der Natur fasziniert, lernte Eisentraut bereits in der Schule das Handwerk des Präparators. 1921 begann er in Halle (Saale) ein Zoologie-Studium, das er 1925 als Dr. phil. abschloss. Seine Doktorarbeit schrieb er über die genetischen Anlagen von Heuschrecken (Orthoptera). Nach dem Studium wurde er Assistent im Museum für Naturkunde der Humboldt-Universität zu Berlin. Zuerst arbeitete er in der herpetologischen Abteilung und anschließend auch der mammalogischen Abteilung. Bei Ausbruch des Zweiten Weltkriegs trat er in die Armee ein, wo er die Kontrolle gegen Malaria und Fleckfieber in den von deutschen Truppen besetzten Gebieten durchführte. Nach dem Krieg kehrte er nach Berlin zurück, wo er von 1947 bis 1950 als Kurator der herpetologischen Abteilung im Museum für Naturkunde tätig war. Gemeinsam mit Kurt Deckert und Heinz Wermuth (1918–2002) war Eisentraut für den Umzug der herpetologischen Sammlungen aus den Kriegsspeichern in den Museumskellern zurück in die Ausstellungshallen verantwortlich. Die Keller waren feucht und viele der Gefäßetiketten, die in den meisten Fällen die einzige einfache Möglichkeit waren, den Inhalt zu identifizieren, waren abgefallen. Daraufhin mussten Eisentraut und seine Kollegen mit Hilfe von Beschreibungen in der Literatur die Exemplare neu bestimmen. Dies war ein kritischer Prozess, da es sich um eine Sammlung von großer historischer Bedeutung handelte und viele Typusexemplare umfasste. Eisentraut war überwiegend Mammaloge, sein studentischer Schüler Heinz Wermuth schlug jedoch eine Karriere als Herpetologe ein.
1950 nahm Eisentraut eine Kuratorenstelle in der mammalogischen Abteilung des Staatlichen Museums für Naturkunde in Stuttgart an. 1957 wurde er Direktor am Zoologischen Forschungsinstitut und Museum Alexander Koenig in Bonn. Abgesehen vom Zeitraum zwischen 1969 und 1971 bekleidete Eisentraut den Direktorenposten bis zu seinem Ruhestand im Jahr 1977.
Eisentraut hatte ein weites Interessensfeld. Er beschäftigte sich mit Fragen der Evolution, der physiologischen Ökologie, der Faunistik sowie mit der Zoogeographie. Seine Forschungsarbeit betrieb er regelmäßig im Feld. Von 1928 bis 1930 besuchte er die Balearen (einschließlich Ibiza und Formentera) und die Islas Columbretes. Von 1930 bis 1931 nahm er an der deutschen Expedition zum Gran Chaco in Bolivien teil. Von 1938 bis 1973 unternahm er viele Expeditionen nach Westafrika, nach Kamerun und auf die Insel Fernando Póo (das heutige Bioko). 1979 machte er eine erneute Exkursion nach Bolivien, worüber er 1983 das Buch Im Land der Chaco-Indianer: Begegnungen mit Tieren und Menschen in Südost-Bolivien verfasste.
Eisentraut schrieb 240 wissenschaftliche Artikel, davon waren 43 über Fledermäuse und 16 über Amphibien und Reptilien. Er beschrieb mehrere Fledermaus- und Nagetierarten, darunter Hartwigs Weichhaarmaus (Praomys hartwigi), Basilios Streifenmaus (Hybomys basilii), die Guinea-Hufeisennase (Rhinolophus guineensis) sowie die Kamerun-Rundblattnase (Hipposideros camerunensis). 1949 schlüsselte er in seinem Bestimmungsleitfaden Die Eidechsen der spanischen Mittelmeerinseln die verschiedenen Rassen der Balearen-Eidechse und der Pityusen-Eidechse auf, von denen jedoch viele heute ungültig sind.
Ferner war Eisentraut an der Evolution und am Melanismus von Insel-Eidechsen interessiert. 1930 führte er Experimente durch, in dem er pigmentierte und unpigmentierte Eidechsen auf Inseln und Inselchen auswilderte, die vorher eidechsenfrei waren. Seine letzte wissenschaftliche Arbeit über das Thema schrieb er 1981 gemeinsam mit Wolfgang Böhme.
1932 und 1933 veröffentlichte Eisentraut Arbeiten über das Laichverhalten der Froschgattung Leptodactylus in Bolivien und über den Melanismus bei der Echsengattung Cnemidophorus auf einer Insel vor der Küste Venezuelas. 1964 untersuche er das Brutverhalten von Seeschildkröten auf Fernando Póo. Eisentraut führte umfangreiche Studien über die Faunenverteilung am Kamerunberg und auf Fernando Póo durch, die er 1963 beziehungsweise 1973 in den beiden Büchern Die Wirbeltiere des Kamerungebirges und Die Wirbeltierfauna von Fernando Poo und Westkamerun: unter besonderer Berücksichtigung der Bedeutung der pleistozänen Klimaschwankungen für die heutige Faunenverteilung zusammenfasste.

## Auszeichnung
- 1973: Großes Verdienstkreuz der Bundesrepublik Deutschland[1]